# Cave (Missouri)
Pour les articles homonymes, voir Cave.
Cave est un village du comté de Lincoln, dans le Missouri, aux États-Unis,. Situé au centre du comté, il est incorporé dans les années 1980. En 2016, la population est estimée à 5 habitants.

## Démographie
Lors du recensement de 2010, le village comptait une population de 5 habitants. Elle est également estimée, en 2016, à 5 habitants.

## Source de la traduction
- (en) Cet article est partiellement ou en totalité issu de l’article de Wikipédia en anglais intitulé « Cave, Missouri » (voir la liste des auteurs).